# Бенедетти, Николас
Николас Бенедетти (исп. Nicolás Benedetti; 10 мая 1997 года, Кали) — колумбийский футболист, играющий на позиции полузащитника. Ныне выступает за мексиканский клуб «Масатлан».

## Биография
Бенедетти является воспитанником футбольного клуба «Депортиво Кали». С 2015 года — игрок основного состава. 18 июля 2015 года дебютировал в чемпионате Колумбии в поединке против «Ла Экидада», выйдя на замену на 74-й минуте вместо Андреса Роа и отметившись забитым голом спустя 10 минут. Также Николас принял участие в Суперлиге Колумбии 2016 года. В апертуре 2016 года провёл на поле 10 матчей, забил один мяч.
С 2017 года является твёрдым игроком основного состава команды. В 2018 году стал лучшим бомбардиром Южноамериканского кубка, поделив это звание с победителем турнира Пабло из «Атлетико Паранаэнсе». Оба забили по пять голов в кубке.
11 сентября 2018 года дебютировал в сборной Колумбии. Бенедетти вышел на замену в товарищеском матче против Аргентины (0:0) на 73 минуте, заменив Хуана Кинтеро.
С 2019 года выступает за мексиканскую «Америку».

## Титулы и достижения
- Чемпион Колумбии (1): Апертура 2015
- Лучший бомбардир Южноамериканского кубка (1): 2018 — 5 голов (совместно с Пабло)